# Nicholas Hoult
Nicholas Caradoc Hoult (* 7. prosince 1989, Wokingham, Spojené království) je anglický herec a model. Proslavil se jako dětský herec rolí Marcuse Brewera ve filmu Jak na věc, kde si zahrál po boku Hugha Granta. Mezi jeho další známé role patří Hank McCoy v X-Men: První třída, X-Men: Budoucí minulost, X-Men: Apokalypsa a X-Men: Dark Phoenix, R ve filmu Mrtví a neklidní a Tony Stonem v dramatickém seriálu pro dospívající Skins, kde se objevoval od roku 2007 do roku 2008.

## Životopis
Hoult se narodil Wokinghamu v Berkshire jako třetí dítě učitelky na klavír Glenis Brownové a Rogera Houlta, pilota British Airways. Jeho sourozenci se jmenují Clarista, James a Rosie. Jeho prateta byla herečka Anna Neagleová.

## Kariéra
První role přišla s filmem Intimate Relations a pracoval převážně pro televizi, až do úspěchu se snímkem Jak na věc, ve kterém hrál roli Marcuse Brewera. Získal hlavní roli Tonyho Stonemana v seriálu Skins. V roce 2009 si zahrál po boku Colina Firtha a Julianne Moore ve filmu Single Man. V roce 2010 získal nominaci na cenu Britské filmové akademie v kategorii Stoupající hvězda. Ve stejném roce byl obsazen do role Nestvůry ve filmu X-Men: První třída.V roce 2013 si zahrál hlavní roli ve filmu Jack a obři. Roli Nestvůry si zopakoval ve snímku X-Men: Budoucí minulost, který měl premiéru 23. května 2014 a znovu ve snímku X-Men: Apokalypsa (2016). S Kristen Stewart se objevil ve filmu Equals, jehož natáčení začalo v srpnu 2014 v Japonsku a Singapouru.

## Osobní život
Od roku 2011 do ledna 2013 byl ve vztahu s herečkou Jennifer Lawrenceovou a po krátké odmlce se k sobě pár v druhé polovině stejného roku opět vrátil . Od roku 2017 chodí s americkou modelkou Bryanou Holly Bezlaj. Dvojici se v dubnu 2018 narodil syn.
Je sponzorem charity Christian Aid a v roce 2007 vstoupil do jejich Síně slávy. Také podporuje kampaň Enough Food, charitě, která má ukončit celosvětové hladovění a úzce spolupracuje s centrem Teenage Cancer Trust pro mladé lidi s rakovinou.
V talkshow Grahama Nortona prozradil, že jeho prostřední jméno Caradoc se vyslovuje jako "Cuh-RAH-deck", což ve velštině znamená "milovaný".

## Filmografie

### Film
| Rok  | Název                                     | Role                     | Poznámka |
| ---- | ----------------------------------------- | ------------------------ | --- |
| 1996 | Intimate Relations                        | Bobby                    | |
| 1997 | Mr White goes to Westminister             | John                     | TV film |
| 2002 | Jak na věc                                | Marcus Brewer            | Cena filmových kritiků v Phoenixu v kategorii Nejlepší dětský výkon v hlavní nebo vedlejší roli Nominace – Critics' Choice Movie Awards v kategorii Nejlepší mladý herec/herečka Nominace – Young Artist Award v kategorii Nejlepší mladý herec ve filmu |
| 2005 | Soumrak nad Jižní Afrikou                 | Ralph Compton            | |
| 2005 | Pan Rosnička                              | Mike                     | |
| 2006 | Kidulthood                                | Blake                    | |
| 2006 | Coming Down the Mountain                  | David Phillips           | |
| 2009 | Single Man                                | Kenny                    | |
| 2010 | Souboj Titánů                             | Eusebios                 | |
| 2011 | X-Men: První třída                        | Hank McCoy/Beast         | |
| 2011 | Rule Number Three                         | Matt                     | krátký film |
| 2013 | Mrtví a neklidní                          | R.                       | |
| 2013 | Jack a obři                               | Jack                     | |
| 2014 | Young Ones                                | Flem Lever               | |
| 2014 | X-Men: Budoucí minulost                   | Hank McCoy/Beast         | Nominace – Teen Choice Award v kategorii Nejlepší filmový zloděj scén Nominace – Young Hollywood Award v kategorii Nejlepší superhrdina |
| 2014 | Hurá na fotbal                            | Ace (hlas)               | americká verze (dabing) |
| 2015 | Šílený Max: Zběsilá cesta                 | Nux                      | |
| 2015 | Temné kouty                               | Lyle Wirth               | |
| 2015 | Kill Your Friends                         | Steven Stelfox           | |
| 2015 | Jako ty                                   | Silas                    | |
| 2016 | X-Men: Apokalypsa                         | Hank McCoy/Beast         | |
| 2016 | Srážka                                    | Casey                    | |
| 2017 | Sand Castle                               | Matt Ocre                | |
| 2017 | Newness                                   | Martin                   | |
| 2017 | Vysoké napětí                             | Nikola Tesla             | |
| 2017 | Underdogs                                 | Ace (hlas)               | anglický dabing |
| 2017 | Rebel v žitě                              | J. D. Salinger           | |
| 2018 | Deadpool 2                                | Hank McCoy/Beast         | cameo |
| 2018 | Favoritka                                 | Robert Harley            | |
| 2019 | X-Men: Dark Phoenix                       | Hank McCoy/Beast         | |
| 2019 | Pravdivý příběh Neda Kellyho a jeho bandy | Constable Fitzpatrick    | |
| 2019 | Tolkien                                   | J. R. R. Tolkien         | |
| 2020 | Bankéř                                    | Max Steiner              | |
| 2021 | Kdo mi jde po krku                        | Patrick Blackwell        | |
| 2022 | Menu                                      | Tyler                    | |
| 2023 | Renfield                                  | Renfield                 | |
| 2024 | Juror #2                                  | Justin Kemp              | |
| 2024 | Garfield ve filmu                         | Jonathan Arbuckle (hlas) | |
| 2025 | Superman                                  | Lex Luthor               | |

### Televize
| Rok        | Název                   | Role                         | Poznámka                                                                                          |
| ---------- | ----------------------- | ---------------------------- | ------------------------------------------------------------------------------------------------- |
| 1996       | Casualty                | Craig Morrissey              | díl: „I Ain't Me, Babe“                                                                           |
| 1998       | Tichý svědek            | Tom Evans                    | díl: „An Academic Exercise“                                                                       |
| 1999       | Ruth Rendell Mysteries  | Barry                        | díl: „The Fallen Curtain“                                                                         |
| 2000       | Poldové                 | Hugh Austin                  | díl: „The Squad“                                                                                  |
| 2001       | Magic Grandad           | Tom                          | 3 díly                                                                                            |
| 2001       | Holby City              | Oscar Banks                  | díl: „Borrowed Time“                                                                              |
| 2001       | Doctors                 | Conor Finch                  | díl: „Unfinished Business“                                                                        |
| 2001       | Mrtvé probouzeti        | Max Bryson                   | díl: „A Simple Sacrafice (Part 1, Part 2)“                                                        |
| 2001       | World of Pub            | 11letý účastník soutěže      | díl: „Sixties“                                                                                    |
| 2002       | Krůček k vraždě         | Andrew Wilsher               | díl: „Memories“                                                                                   |
| 2002       | Mystery Hunters         | Sám sebe                     | díl: „Macbeth/Salem“                                                                              |
| 2002       | Judge John Deed         | Jason Powell                 | díl: „Everyone's Child“                                                                           |
| 2003       | Star                    | Bradley Fisher               | 7 dílů                                                                                            |
| 2004       | Keen Eddie              | Edward Mills                 | díl: „Who Wants to Be in a Club That Would Have Me as a Member?“                                  |
| 2007–2008  | Skins                   | Tony Stonem                  | 19 dílů (1. a 2. řada) Monte-Carlo TV Festival Award za nejlepšího televizního dramatického herce |
| 2008       | Wallander               | Stefan Fredman               | díl: „Sidetracked“                                                                                |
| 2012       | Robot Chicken           | Harry Potter Kapitán Amerika | díl: „Collateral Damage in Gang Turf War“                                                         |
| 2018       | Daleká cesta za domovem | Fiver (hlas)                 | mini-série                                                                                        |
| 2020–dosud | Veliká                  | Petr III. Ruský              | hlavní role                                                                                       |
| 2020–dosud | Crossing Swords         | Patrick (hlas)               | také producent                                                                                    |

### Videoklipy
| Rok  | Umělec             | Název písně      |
| ---- | ------------------ | ---------------- |
| 2010 | The Midnight Beast | „Lez Be Friends“ |

### Videohry
| Rok  | Název hry | Role   | Poznámky |
| ---- | --------- | ------ | -------- |
| 2010 | Fable III | Elliot | Hlas     |

## Ocenění a nominace
| Rok  | Název ocenění                             | Kategorie                                        | Nominovaná práce          | Výsledek  |
| ---- | ----------------------------------------- | ------------------------------------------------ | ------------------------- | --------- |
| 2003 | Young Artist Awards                       | Nejlepší mladý herec v hlavní roli               | Jak na věc                | nominace  |
| 2003 | Phoenix Film Critics Society Awards       | Nejlepší mladý herec v hlavní nebo vedlejší roli | Jak na věc                | vítězství |
| 2003 | Broadcast Film Critics Association Awards | Nejlepší mladý umělec                            | Jak na věc                | nominace  |
| 2008 | Monte Carlo Television Festival           | Nejlepší herec v dramatickém seriálu             | Skins                     | vítězství |
| 2010 | Filmová cena Britské akademie             | Vzrůstající hvězda                               | Single Man                | nominace  |
| 2011 | People's Choice Awards                    | nejlepší filmové obsazení                        | X-Men: První třída        | nominace  |
| 2011 | Teen Choice Awards                        | nejlepší filmová chemie                          | X-Men: První třída        | nominace  |
| 2013 | Teen Choice Awards                        | nejlepší filmový herec: komedie                  | Mrtví a neklidní          | nominace  |
| 2013 | Teen Choice Awards                        | nejlepší filmový herec: romantický film          | Mrtví a neklidní          | nominace  |
| 2013 | Teen Choice Awards                        | Zlom v kariéře                                   | Mrtví a neklidní          | vítězství |
| 2014 | Young Hollywood Awards                    | nejlepší superhrdina                             | X-Men: Budoucí minulost   | nominace  |
| 2014 | Teen Choice Awards                        | nejlepší zloděj scén                             | X-Men: Budoucí minulost   | nominace  |
| 2015 | Teen Choice Awards                        | nejlepší zloděj scén                             | Šílený Max: Zběsilá cesta | nominace  |
| 2015 | Gold Derby Awards                         | nejlepší obsazení                                | Šílený Max: Zběsilá cesta | nominace  |
| 2017 | Kids' Choice Award                        | nejlepší filmová partička                        | X-Men: Apokalypsa         | nominace  |
| 2018 | Critics' Choice Movie Awards              | nejlepší obsazení                                | Favoritka                 | vítězství |